# Gevuina

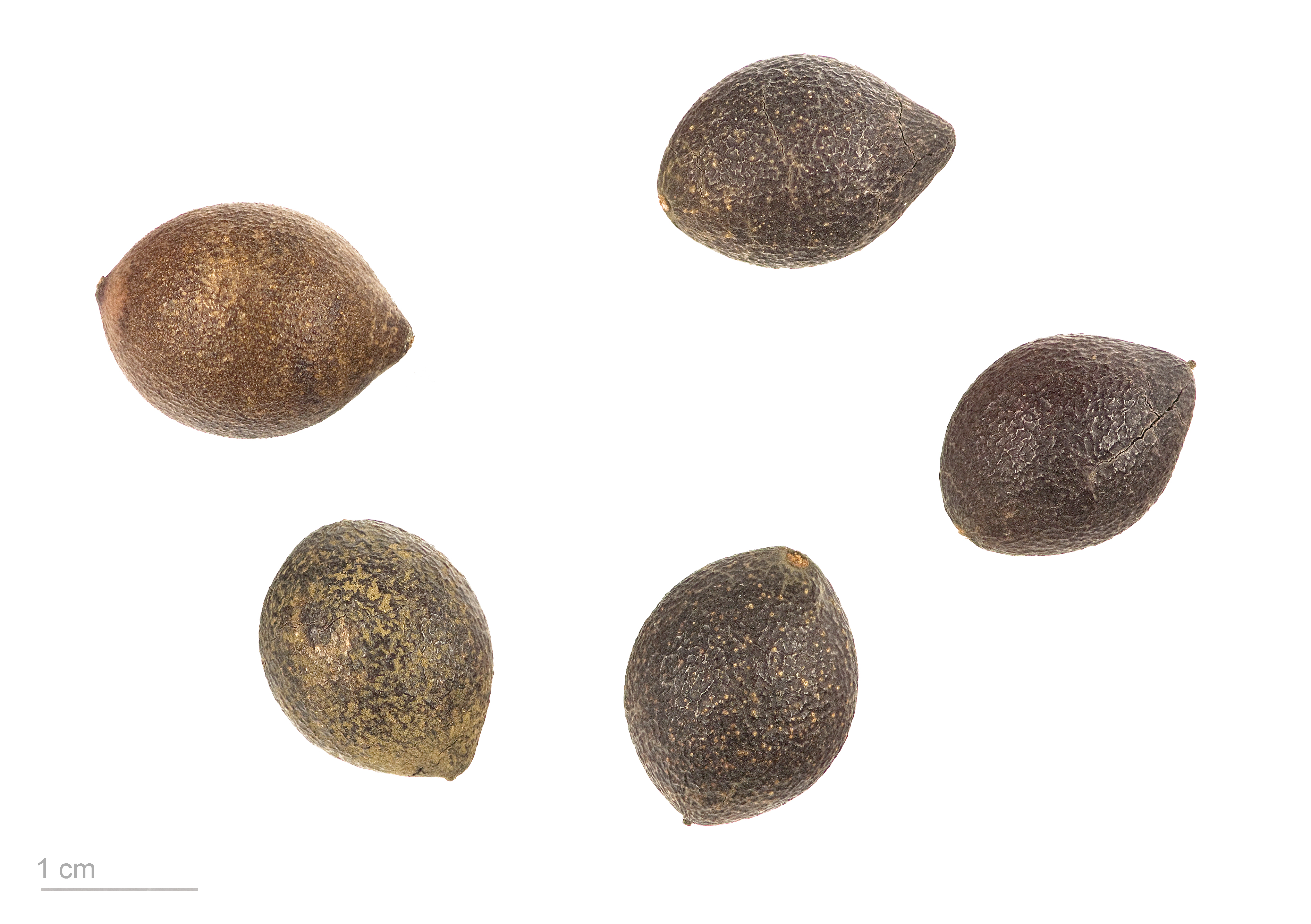
Gevuina avellana

Gevuina és un gènere monotípic d'angiosperma de la família de les proteàcies (Proteaceae). L'única espècie és l'avellaner xilè (Gevuina avellana). Malgrat el seu nom no està estretament emparentat amb els avellaners del Vell Món, que pertanyen al gènere Corylus i la família de les betulàcies.
En algunes classificacions taxonòmiques també s'inclouen dins el gènere Gevuina les espècies d'Australàsia G. bleasdalei de Nova Guinea i G. papuana que en altres classificacions s'inclouen dins la família.Bleasdalea o al gènere endèmic de les illes Fiji Turillia,
L'avellaner xilè és natiu de parts de Xile i Argentina.

## Descripció
L'avellaner xilè és un arbre de fulla persistent de fins a 20 m d'alçada, és natiu del sud de Xile i zones adjacents de l'Argentina. Es troba des del nivell del mar fins a 700 m d'altitud. Està distribuït entre les latituds 35° a 44° Sud. Les fulles són compostes brillants i serrades i floreix entre juliol i novembre. les flors són molt menudes de color beige a blanquinoses i són hermafrodites, s'agrupen de dos en dos en llargs raïms. El fruit, molt semblant a una avellana, és primer de color vermell fosc i més tard es torna negre. Aquest arbre pot créixer amb una sola tija o amb diverses tiges des del sòl (com un arbust).

## Usos
La seva llavor es pot menjar crua, bullida o torrada. El fruit té un 12% de proteïna, un 49% d'oli i un 24% de carbohidrats. La llavor té alta concentració d'oli monoinsaturats, és rica en antioxidants i va bé per contrarestar el colesterol. És una bona font de vitamina E (a-tocotrienol) i b-carotè. Ambel seu oli es fabriquen protectors solars per a la pell. l'oli de Gevuina és un ingredient cosmètic per al tractament de la pell per les seves qualitats humectants i perquè és una font natural d'Omega-7 (àcid palmitoleic).
També és una planta ornamental. La seva fusta es fa servir en ebenisteria. Resisteix glaçades de fins -12 °C i, per tant, es pot cultivar en climes temperats com el de la Gran Bretanya i altres d'hivern no gaire extrem. A Espanya se'n cultiven uns pocs espècimens també es cultiva a la costa nord-oest del Pacífic dels Estats Units. Després de la plantació triga cap a 5 anys a començar a produir. La major part de la producció es cull en els boscos però s'estan seleccionant varietats per a la producció cultivada.

## Galeria

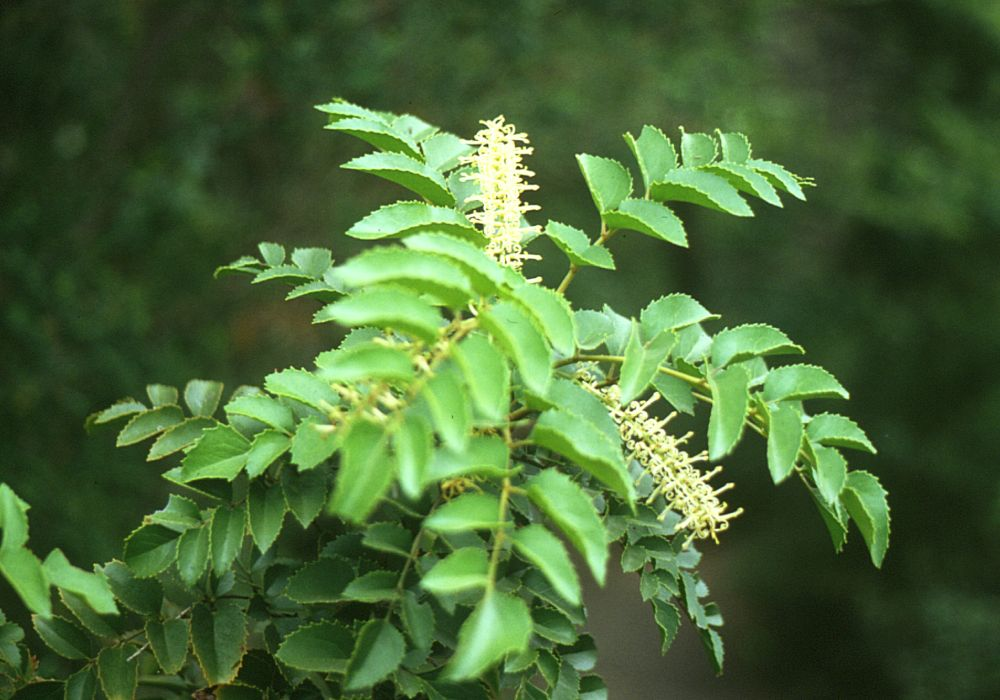
Fulles i flors
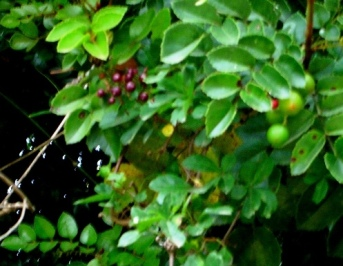
Brot
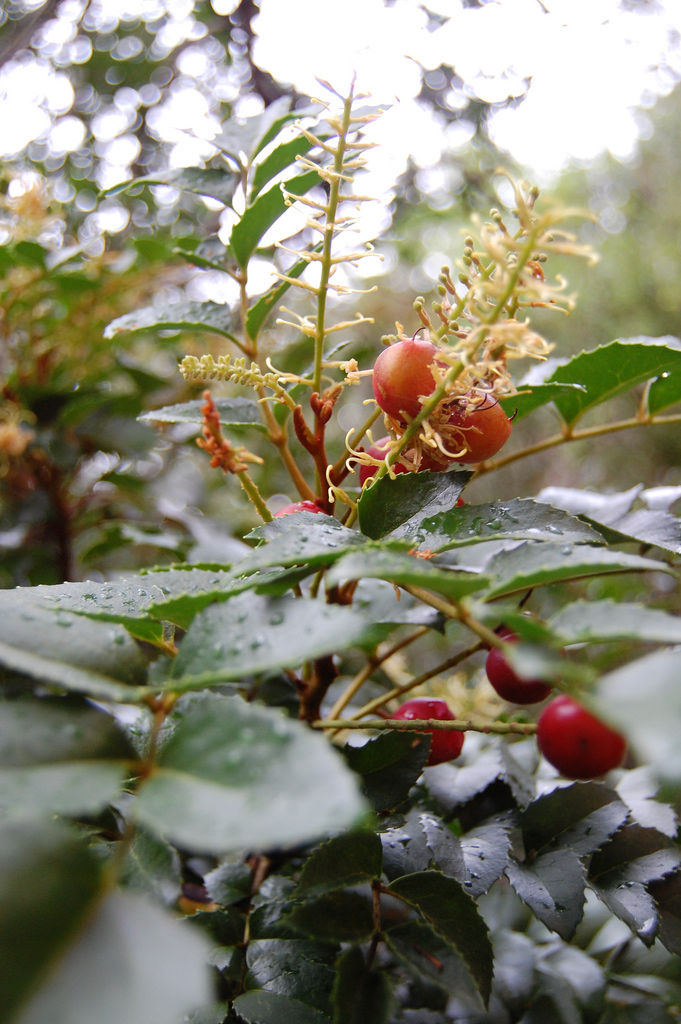
Flors i fruits
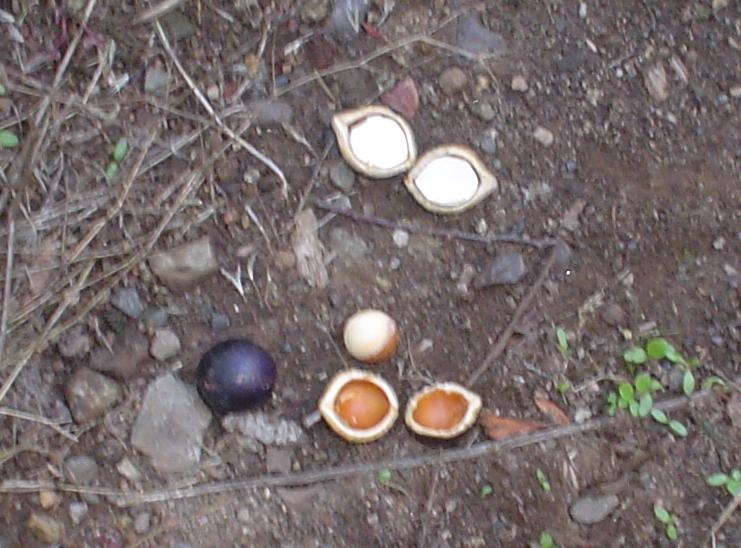
avellanes xilenes